# 萊克黑德-萊克紹爾 (加利福尼亞州)
萊克黑德-萊克紹爾（英語：Lakehead-Lakeshore）是位於美國加利福尼亞州沙斯塔縣的一個非建制地區。該地的面積和人口皆未知。

## 地理
萊克黑德-萊克紹爾的座標為40°54′04″N 122°23′32″W / 40.90111°N 122.39222°W，而該地的平均海拔高度為370米（即1215英尺）。